# Timberville
Timberville é uma cidade  localizada no estado norte-americano de Virginia, no Condado de Rockingham.

## Demografia
Segundo o censo norte-americano de 2000, a sua população era de 1739 habitantes.
Em 2006, foi estimada uma população de 1705, um decréscimo de 34 (-2.0%).

## Geografia
De acordo com o United States Census Bureau tem uma área de
2,3 km², dos quais 2,3 km² cobertos por terra e 0,0 km² cobertos por água. Timberville localiza-se a aproximadamente 378 m acima do nível do mar.

## Localidades na vizinhança
O diagrama seguinte representa as localidades num raio de 24 km ao redor de Timberville.